# 荒野の三悪党
『荒野の三悪党』（こうやのさんあくとう、原題：I quattro dell'Ave Maria / Ace High）は、1968年制作のマカロニ・ウェスタン。ジュゼッペ・コリッツィ監督・製作・脚本。

## あらすじ
牢獄につながれていた悪党カコプロスはある日突然、釈放された。銀行頭取のハロルド氏の手によるものだった。ハロルド氏はカコプロスに、キャットとハッチという2人の男の追跡を命じる。2人は30万ドルという大金を奪ったならず者であった。カコプロスの釈放はそのためだった。
カコプロスは2人から簡単に大金を取り戻したが、今度は自分が2人から追われることに。だがその後、メキシコのとある町で再会した3人は手を組むことに。カコプロスは自分を投獄させたハロルド氏らに対する復讐の手助けをさせようと考えたのだ。3人はサーカスの綱渡り芸人トーマスを仲間に加え、ハロルド氏の部下のドレイク一味と大金を懸けた凄まじい銃撃戦を繰り広げる。

## キャスト
- カコプロス：イーライ・ウォラック
- ハッチ・ベッシー：バッド・スペンサー
- キャット・スティーヴンス：テレンス・ヒル
- トーマス：ブロック・ピーターズ
- ドレイク：ケヴィン・マッカーシー
- ハロルド氏：ステファン・ザカリアス